# Каријасика
Каријасика (порт. Cariacica) град је у Бразилу у савезној држави Еспирито Санто. Према процени из 2007. у граду је живело 356.536 становника.

## Становништво
Према процени из 2007. у граду је живело 356.536 становника.
| 1991.   | 2000.   |
| ------- | ------- |
| 274,532 | 324,285 |